# Bulbophyllum exiguum
Bulbophyllum exiguum là một loài phong lan thuộc chi Bulbophyllum. Chúng ra hoa vào tháng 4 và tháng 5.